# 이스라엘의 핵무기 개발
이스라엘은 공식적으로 시인도 부인도 하고 있지 않으나, 300발의 핵탄두를 보유한 것으로 알려져 있다.

## 핵탄두 보유수량
영국의 제인스 그룹 군사전문가들은 이스라엘이 영국과 비슷한 수준인 300개의 핵탄두를 보유하고 있으며, 대부분은 조립하지 않은 채 며칠 만에 조립할 수 있는 상태로 보관 중이라고 본다.
런던의 국제전략문제연구소(IISS)는 예리코 2호와 예리코 3호에 탑재할 수 있는 핵탄두 수를 200개로 추산하고 있다. 예리코 2호는 북한의 노동 1호, 예리코 3호는 북한의 대포동 1호와 매우 비슷한 제원을 갖고 있다.
미국의 핵확산 반대 비정부기구인 핵위협 이니셔티브(NTI)는 200개의 핵탄두를 보유한 것으로 보고 있다.

## 프랑스 기술
2001년 11월 4일 이스라엘 TV 다큐멘터리는 이스라엘이 1950년대 말 프랑스 기술을 도입해 핵무기를 개발했다고 보도했다.

## 핵미사일
예리코 3호 ICBM은 3단 고체연료를 사용하며, 11,500 km 사거리에 1,000 kg의 핵탄두를 장착할 수 있다.
예리코 2호 MRBM은 2단 고체연료를 사용하며, 사거리 1,300 km에 1,000 kg의 핵탄두를 장착할 수 있다. 고체연료를 사용하면, 연료 주입과정이 없기 때문에, 발사버튼만 누르면 바로 발사가 된다.
제인스 그룹은 300개의 핵탄두 대부분을 "몇 일만에 조립할 수 있는 상태"로 보관중이라고 주장하는데, 이러한 견해에 따르면, 미사일도 그 만큼의 수량이 제작되어, 미사일 발사대에 장착이 되어 있다는 의미가 된다. MIRV 기술이 있다면, 미사일 수량은 핵탄두 수량보다 적을 수 있다.

## 핵폭격기
이스라엘은 핵폭탄을 투하할 수 있는 군용기로, F-15와 F-16을 보유하고 있다.

## 핵잠수함
이스라엘은 핵순항 미사일을 발사할 수 있는 잠수함으로 독일에서 건조된 디젤엔진의 배수량 1600톤급인 돌핀급 잠수함 3척을 보유하고 있다. 대한민국 해군이 보유한 장보고급 잠수함에 650 mm 어뢰관 4개를 장착하기 위해 개조한 버전이다.
팝아이 터보 순항미사일은 돌핀급 잠수함의 650 mm 어뢰관에서 발사되며 길이 6.25 m, 사거리 320 km이다. 2002년 시험발사에서는 1500 km의 사거리를 비행했다. 200 kg의 핵탄두를 탑재한다.

## 같이 보기
- 일본의 핵무기 개발 - 일본의 아베 신조 관방장관도 몇 일 만에 조립할 수 있는 상태로 핵보유를 하고 있다고 발표했다.
- 시몬 페레스 네게브 원자력 연구 센터